# Poveljstvo zračne mobilnosti Združenih držav Amerike
Poveljstvo zračne mobilnosti Združenih držav Amerike (angleško Air Mobility Command; kratica AMC) je poveljstvo Kopenske vojske ZDA, ki zagotavlja:
- strateški letalski prevoz,
- taktični letalski prevoz,
- letalski prevoz za specialne operacije,
- zračnomedicinsko evakuacijo,
- iskanje in reševanje,
- vremensko izvidništvo.

Poveljstvo ima sedež v letalski bazi Scott v Illinoisu.